# Horton Smith
Horton Smith (* 22. Mai 1908 in Springfield, Missouri; † 15. Oktober 1963 in Detroit, Michigan) war ein US-amerikanischer Profigolfer.
Smith wurde bereits im Alter von 18 Jahren Profi und gewann zwei Jahre später sein erstes Turnier. In seinem stärksten Jahr 1929 gewann er die PGA TOUR sowie acht von 22 Turnieren und wurde sechsmal Zweiter. Zwischen 1929 und 1937 spielte er für die USA fünfmal im Ryder Cup und wurde dort in keinem Spiel besiegt. Sein größter Erfolg war der Gewinn der US Master 1934, die in diesem Jahr das erste Mal ausgetragen wurde. Smith war von 1952 bis 1954 Präsident der PGA of America und wurde 1958 in deren „Hall of Fame“ gewählt.
Er starb 1963 an der Morbus Hodgkin.